# Todiramphus albonotatus
Todiramphus albonotatus, conhecida como martim-caçador-do-dorso-branco , é uma espécie de ave da família Alcedinidae.
É endémica da Papua-Nova Guiné.
Os seus habitats naturais são: florestas subtropicais ou tropicais húmidas de baixa altitude.
Está ameaçada por perda de habitat.